# Апасіаки
Апасіаки (Пасіаки; дав.-гр. απασιακαι) — давнє масагетське плем'я, що мало основною своєю базою Хорезмський оазіс. Апасіаки були одним із чотирьох племен, згаданих античними джерелами як учасники завоювання Бактрії.

## Походження
Першовідкривач давньохорезмійської цивілізації С. П. Толстов ототожнює плем'я апасіаків з огузським племенем печенігів, яких грецькі автори називали пацанак (дав.-гр. πατζινακϊται):
Локалізація стародавніх поселень печенігів у ІХ-Х ст. в Пріаральї ..., по суті повністю збігається з локалізацією апасіаків античними авторами, що підкріплюється археологічними даними, робить встановлений зв'язок безперечним: в імені печеніг збереглися сліди історичної наступності цієї ранньосередньовічної приаральської народності, яка згодом буде відігравати таку істотну роль в історії степів Східної Європи.

## Історія
Локалізація апасіаків була уточнена за часів СРСР. Було встановлено, що вони між IV ст. до н. е. та першими століттями до і після н. е. (коли їх ще знали під різними іменами Полібій, Страбон, Помпоній Мела, Птолемей, Стефан Візантійський) займали території північно-західних та північно-східних околиць дельти Амудар'ї, де найбільш достовірними пам'ятками їхньої культури є античні шари городищ Девкесен і Шахсенем (сучасний Туркменістан) на заході, а на сході — городище Чирик-Рабат (сучасний Казахстан) і навколишній комплекс руїн.
Багато уваги Дж. Р. Гардінер-Гарден приділяє апасіакам — племені, тісно пов'язаному з парфянською історією (IV, с. 18-20, 40-43). Античні відомості про цей далекий скіфський народ фрагментарні і досить невиразні, тому і в тлумаченні їх сучасними дослідниками немає згоди.